# Battaglia di Hòa Mộc
La battaglia di Hòa Mộc (2 marzo 1885) fu lo scontro più violento della guerra franco-cinese (agosto 1884 - aprile 1885). La 1ª brigata del Corpo di spedizione del Tonchino del colonnello Giovanninelli sconfisse, a caro prezzo, le forze delle Bandiere nere e dell'esercito dello Yunnan che bloccavano la strada verso la postazione francese di Tuyên Quang, che si trovava sotto assedio.

## Contesto
La cattura francese di Lạng Sơn nel febbraio 1885, a seguito della campagna di Lạng Sơn, permise di spostare più a ovest ingenti forze francesi, con l'obiettivo di soccorrere la piccola e isolata guarnigione francese di Tuyên Quang, che era stata posta sotto assedio nel novembre 1884 dall'Esercito della bandiera nera di Liu Yongfu (劉永福) e dall'Esercito dello Yunnan di Tang Jingsong (唐景崧). L'assedio di Tuyên Quang fu lo scontro più evocativo della guerra franco-cinese. I cinesi e le Bandiere Nere si avvicinarono sempre più alle posizioni francesi: nel gennaio e febbraio 1885 penetrarono nelle difese esterne e sferrarono sette assalti. La guarnigione di Tuyên Quang, 400 legionari e 200 ausiliari tonchesi al comando dello chef de bataillon Marc-Edmond Dominé, respinse tutti i tentativi di assalto, ma perse più di un terzo delle proprie forze (50 morti e 224 feriti) sostenendo un'eroica difesa. A metà febbraio era chiaro che Tuyên Quang sarebbe caduta se non fosse stata immediatamente soccorsa.

## La spedizione di soccorso

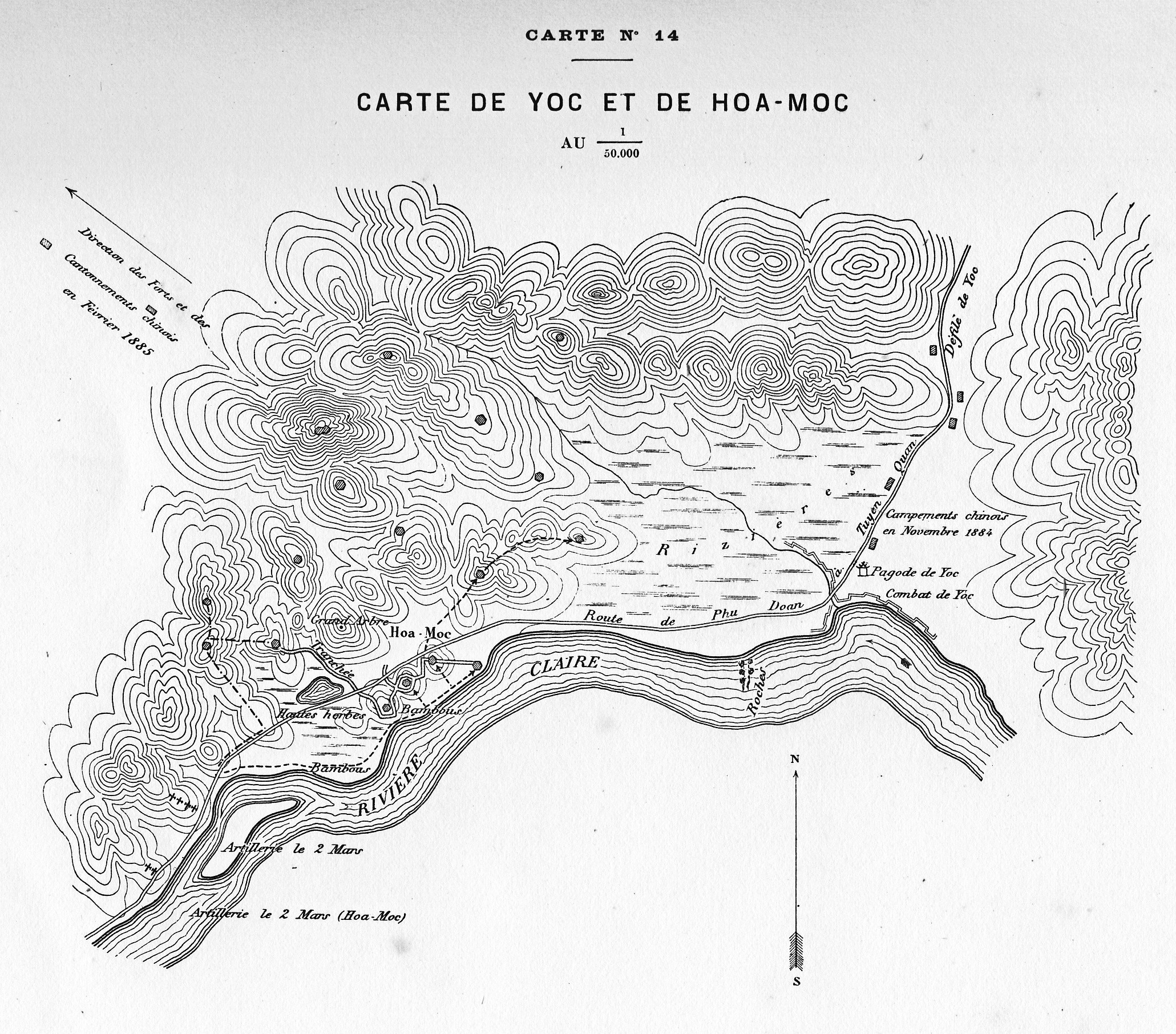
Mappa della battaglia di Hòa Mộc, 2 marzo 1885

Presa Lạng Sơn il 13 febbraio 1885, il generale Louis Brière de l'Isle guidò personalmente la 1ª brigata del colonnello Giovanninelli al soccorso di Tuyên Quang. La brigata lasciò Lạng Sơn il 17 febbraio 1885 dopo aver fatto rifornimento di viveri e munizioni e tornò ad Hanoi con una marcia forzata lungo la Strada del Mandarino, passando per Cut, Thanh Moy, Cau Son e Bắc Lệ. Dopo una breve sosta per rendere omaggio ai soldati francesi uccisi nel giugno 1884 nell'imboscata di Bắc Lệ, gli uomini di Giovanninelli proseguirono verso Hanoi attraverso le postazioni francesi di Kép, Phu Lang Thuong e Dap Cau. La brigata raggiunse Hanoi la sera del 22 febbraio 1885. Era partita da Lạng Sơn forte di 3000 uomini, ma durante la marcia si era ridotta di un sesto, e quindi si diresse verso Tuyên Quang con poco più di 2400 uomini. Cinque cannoniere della Flottiglia del Tonchino (Éclair, Henri Rivière, Berthe de Villers, Moulun e Trombe) trasportarono gli uomini di Giovanninelli da Hanoi lungo il Fiume Rosso e il Fiume Chiaro. La brigata sbarcò vicino alla postazione francese di Phu Doan sul Fiume Chiaro, 50 km a sud-ovest di Tuyên Quang.
Il 24 febbraio 115, a Phu Doan, la brigata ricevette il rinforzo di due battaglioni di fanteria (1000 uomini) provenienti dalle guarnigioni di Sơn Tây e Hưng Hóa. Questa forza mista di turcos, fanteria di marina e legionari, al comando del tenente colonnello de Maussion, era partita da Hưng Hóa il 21 febbraio 1885. Ora la spedizione di soccorso contava 3400 uomini.
Il 27 febbraio 1885 gli uomini di Giovanninelli partirono da Phu Doan verso la gola di Yu Oc, la via più diretta per Tuyên Quang. I francesi sapevano che i cinesi e le Bandiere nere avevano stabilito una forte posizione nella gola di Yu Oc, vicino al villaggio di Hòa Mộc. In teoria, la colonna francese avrebbe potuto evitare questo blocco avanzando a nord-ovest lungo il fiume Song Chay e avvicinandosi a Tuyên Quang da ovest. Brière de l'Isle e Giovanninelli considerarono la possibilità di effettuare una marcia sul fianco per aggirare la posizione di Hòa Mộc, ma la scartarono. Se la colonna avesse marciato verso l'interno allontanandosi dal Fiume Chiaro, avrebbe perso il supporto delle cannoniere. Le retrovie sarebbero state esposte a un contrattacco potenzialmente devastante da parte delle truppe nemiche stanziate a Hòa Mộc. La colonna avrebbe dovuto avanzare attraverso un paese sconosciuto. Infine, qualunque strada avesse preso, la colonna non sarebbe arrivata a Tuyên Quang senza dover affrontare una battaglia. Anche se la marcia sul fianco fosse riuscita, la colonna avrebbe dovuto combattere contro le linee d'assedio dell'Esercito dello Yunnan intorno a Ca Lanh o Phu An Binh, che risultavano difese quanto la posizione di Hòa Mộc.
Brière de l'Isle e Giovanninelli decisero quindi di avanzare direttamente su Tuyên Quang attraverso la gola di Yu Oc, forzando le difese di Hòa Mộc. Questo era il percorso seguito dalla colonna del colonnello Jacques Duchesne nel novembre 1884, prima della battaglia di Yu Oc. I francesi conoscevano quindi il territorio: Giovanninelli disse ai suoi uomini che li stava conducendo "verso pericoli noti, per una via nota".
Il 28 febbraio 1885 la brigata attraversò il fiume Song Chay e si accampò a 5 km dal villaggio di Hòa Mộc, all'ingresso della gola di Yu Oc. Lì, come previsto, trovarono la strada per Tuyên Quang bloccata da una forte posizione difensiva cinese.

## Forze impegnate

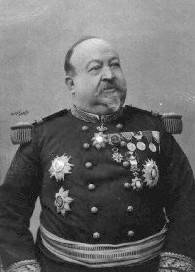
Il colonnello Ange-Laurent Giovanninelli (1839–1903)

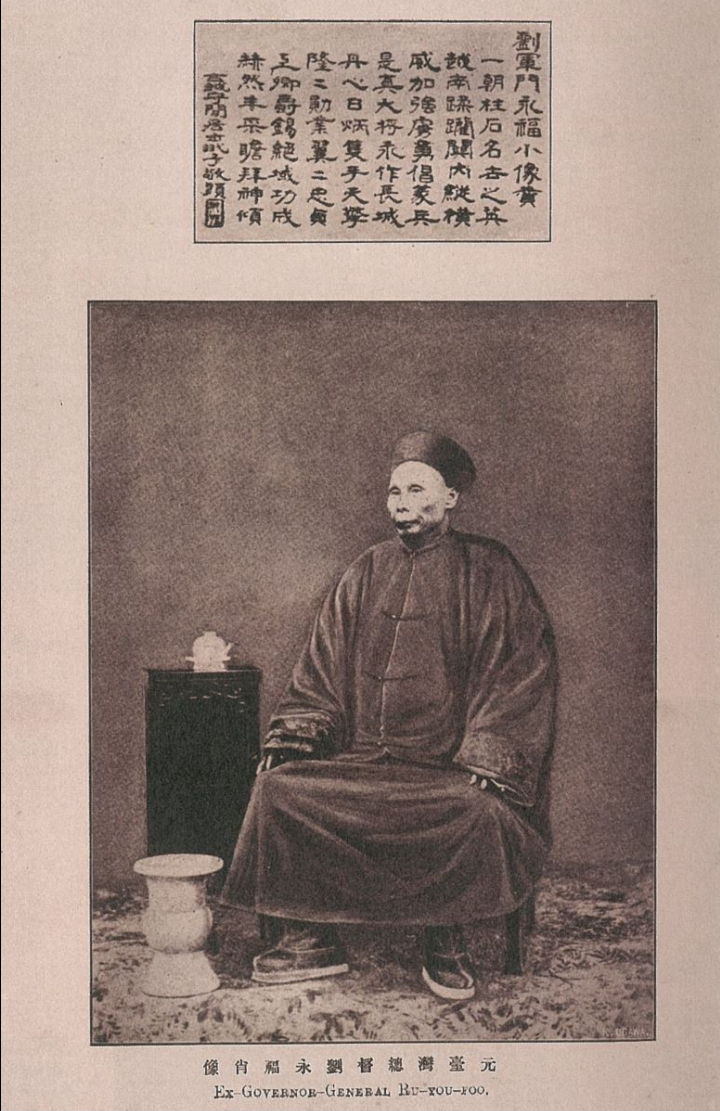
Liu Yongfu (1837–1917)

La 1ª brigata rinforzata di Giovanninelli era composta da sette battaglioni di fanteria (i battaglioni di fanteria di marina di Mahias e Lambinet, i battaglioni di turcos di de Mibielle e Comoy, il battaglione di fucilieri tonchinesi di Tonnot e i due battaglioni misti di de Maussion) e da due batterie di artiglieria di marina (capitani Jourdy e Péricaud).
La flottiglia di cannoniere francesi non riuscì a risalire il Fiume Chiaro fino a Hòa Mộc, nonostante gli sforzi degli equipaggi delle cannoniere, che trainarono le loro imbarcazioni lungo il basso fondale del fiume. La loro assenza fu riconosciuta dagli ufficiali francesi come una grave perdita. Se fossero stati presenti, avrebbero potuto risalire il Fiume Chiaro oltre le posizioni delle Bandiere nere accerchiandole, come avevano fatto nel settembre 1883 nella battaglia di Palan.
Le forze cinesi e delle Bandiere nere che bloccavano la strada per Tuyên Quang erano sotto il comando personale di Liu Yongfu e sembra che contassero circa 6000 uomini. Occupavano tre linee di trincee, una dietro l'altra, e i loro fianchi giungevano fino al Fiume Chiaro a est e ad un terreno montuoso impraticabile a ovest. La posizione era stata ben scelta e i francesi non avevano altra possibilità che attaccarla frontalmente. Il loro unico vantaggio era l'artiglieria, che Giovanninelli aveva piazzato su alcune colline dalle quali i cannoni potevano colpire le trincee nemiche.

## La battaglia

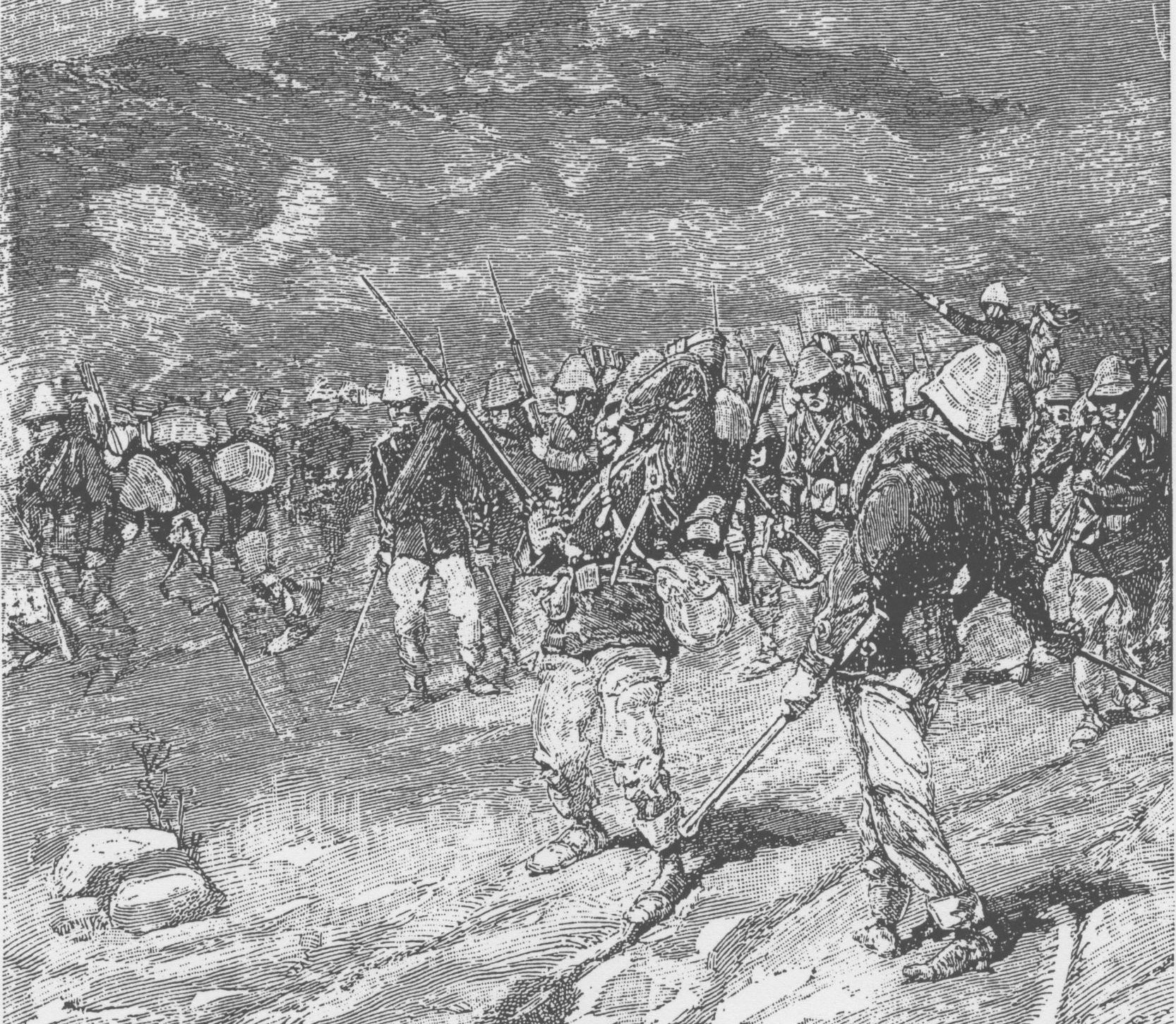
Fallito attacco da parte della fanteria marina del battaglione di Mahias

I francesi si avvicinarono alle posizioni cinesi e delle Bandiere nere nella tarda mattinata del 2 marzo 1885. Le bandiere nemiche erano ammainate e le trincee cinesi sembravano deserte. I francesi bombardarono comunque le trincee e Giovanninelli fece quindi avanzare un plotone di fucilieri tonchinesi per attirare il fuoco nemico. I tonchinesi furono accolti da una micidiale raffica a bruciapelo che uccise o ferì 20 dei 30 uomini.
Avendo stabilito che la posizione di Hòa Mộc era effettivamente occupata dal nemico, Giovanninelli attaccò il fianco sinistro della linea difensiva cinese nel primo pomeriggio. Il primo assalto fu effettuato dal battaglione di turcos dello chef de bataillon Comoy. I cinesi fecero esplodere una mina davanti alle loro trincee mentre gli algerini avanzavano, uccidendo e ferendo molti degli attaccanti. L'assalto fallì e uno dei comandanti di compagnia del battaglione, il capitano Rollandes, fu ferito a morte.
Un secondo assalto francese, a metà pomeriggio, fu sferrato dal battaglione di fanteria di marina dello chef de bataillon Mahias. Questo attacco fu contrastato da un preciso fuoco di fucileria a distanza ravvicinata e fallì anch'esso con pesanti perdite. Giovanninelli rinforzò gli attaccanti con il battaglione di fanteria di marina di Lambinet e fu sferrato un terzo e ultimo assalto. Questa volta i francesi sfondarono, conquistando un'ampia sezione delle trincee più avanzate del nemico. Per creare un diversivo, Liu Yongfu lanciò un contrattacco contro il fianco sinistro francese, ma questo fu respinto dalle riserve francesi, con gravi perdite per i cinesi.
Sebbene i francesi avessero fatto qualche progresso nei combattimenti del pomeriggio, le perdite erano state pesanti e non era chiaro se la brigata serebbe riuscita a sfondare il mattino seguente. Secondo il tenente Huguet del battaglione di fanteria di marina di Lambinet, sia Brière de l'Isle sia Giovanninelli erano rimasti scossi dalla ferocia della resistenza nemica e stavano valutando la possibilità di una sconfitta:
Durante la notte del 2 marzo 1885, i cinesi e le Bandiere nere contrattaccarono nel tentativo di recuperare le trincee che avevano perso, ma furono affrontati alla baionetta dai turcos di Comoy e respinti dopo feroci combattimenti corpo a corpo.
La mattina del 3 marzo 1885, Giovanninelli riunì le sue riserve e ordinò all'intera brigata di assaltare il tratto di trincea ancora in mano al nemico. La fanteria francese avanzò passo veloce, poi accelerò in una carica, aspettandosi di essere accolta da una raffica a bruciapelo. Trovò invece le trincee nemiche deserte. I cinesi e le Bandiere nere avevano evacuato le loro posizioni prima dell'alba, lasciando libera la strada per Tuyên Quang.

## Perdite

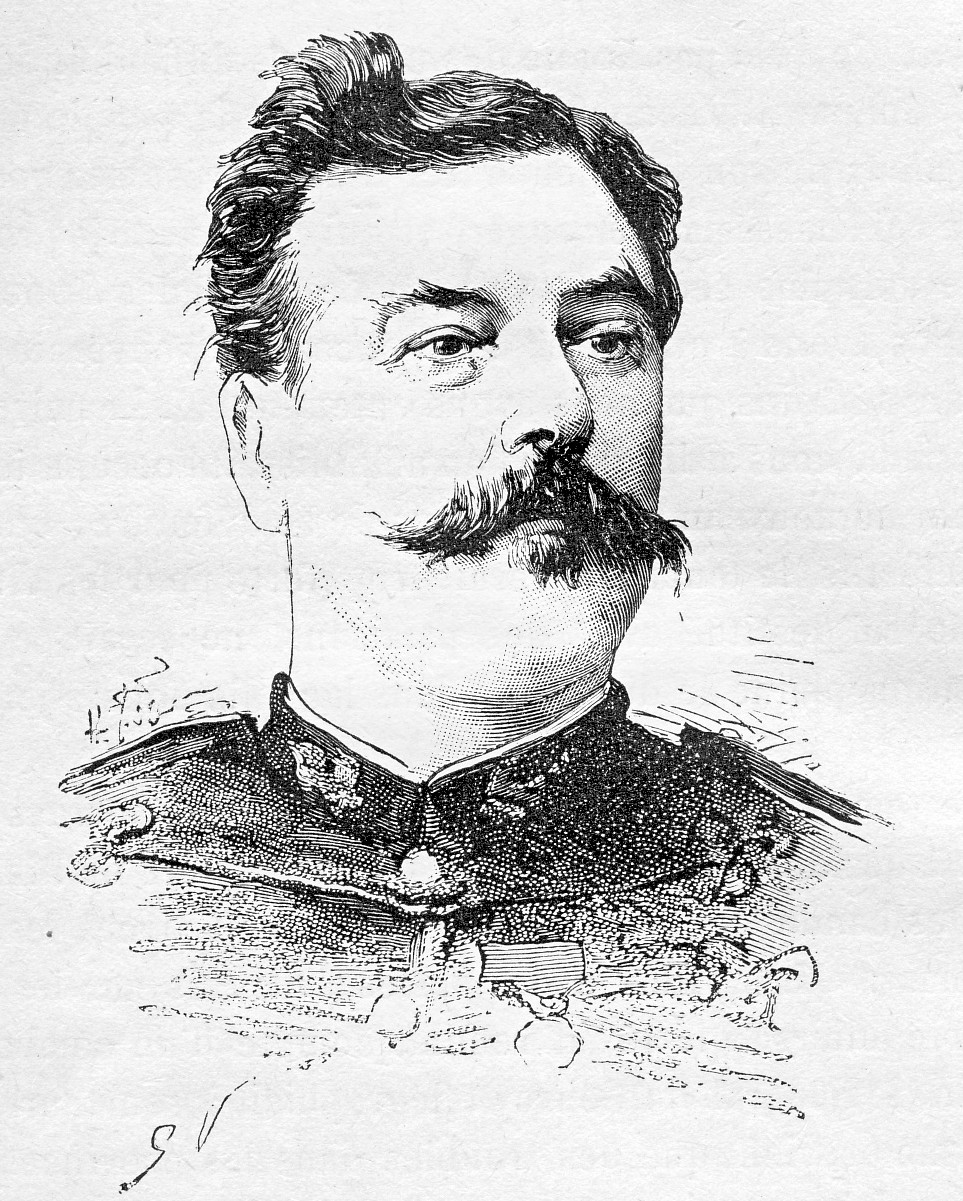
Il capitano Tailland, ucciso in azione a Hòa Mộc il

Le perdite francesi a Hòa Mộc furono di 76 morti e 408 feriti. Si trattò del più alto tasso di perdite e della più pesante perdita in un solo giorno di combattimento subiti dai francesi durante la guerra franco-cinese. Le perdite includevano sei ufficiali uccisi o feriti a morte (i capitani Rollandes e Tailland, i tenenti Embarck, Moissenet e de l'Étoile e il sottotenente Brun) e 21 ufficiali feriti. Tre dei 21 ufficiali feriti (i capitani Bourguignon e Chanu e il sottotenente Peyre) morirono in seguito alle ferite riportate. Le perdite più pesanti furono quelle del battaglione di fanteria di marina di Mahias. Il 26 dicembre 1884 la forza del battaglione era di 600 uomini e 19 ufficiali. Le sue perdite nella Battaglia di Núi Bop (4 gennaio 1885) e durante la Campagna di Lạng Sơn (febbraio 1885) erano state relativamente leggere, ma dopo Hòa Mộc il battaglione poté contare solo su 307 uomini e 6 ufficiali.
I feriti francesi furono evacuati ad Hanoi a bordo delle cannoniere, ma molti di loro in seguito morirono negli ospedali militari sovraffollati di Dap Cau e Thi Cau per le ferite riportate .

## Significato
Per quanto costosa, la vittoria di Giovanninelli aprì la strada per Tuyên Quang. L'Esercito dello Yunnan e le Bandiere nere levarono l'assedio e si ritirarono a ovest, mentre la forza di soccorso entrò nella postazione assediata il 3 marzo 1885. Brière de l'Isle elogiò il coraggio della guarnigione duramente provata in un ordine del giorno ampiamente citato: "Oggi godete dell'ammirazione degli uomini che vi hanno soccorso a così caro prezzo. Domani, tutta la Francia vi applaudirà!".
Il pubblico francese applaudì in effetti la difesa di Tuyên Quang da parte dello chef de bataillon Marc-Edmond Dominé, che finì per diventare in Francia l'immagine simbolo della guerra franco-cinese. La battaglia di Hòa Mộc, combattuta per soccorrere la guarnigione assediata, è molto meno conosciuta e alcuni dei suoi partecipanti erano amareggiati per la rapidità con cui i loro successi erano svaniti dalla memoria del pubblico. Essi trassero conforto dall'ordine del giorno impartito da Brière de l'Isle alla 1ª brigata, il 5 marzo 1885: